# Будинок Г. Ф. Ярцева в Ялті
Будинок Г. Ф. Ярцева в Ялті (Ярцевський будинок) — триповерховий будинок у Криму, у місті Ялта, за адресою вул. Войкова, 9. Він був побудований наприкінці 1890-х років за оригінальним проектом власника, російського художника-передвижника, архітектора і мандрівника. Був центром інтелектуальної та культурного життя Ялти в 1890—1900 роки.

## Історія
Триповерховий будинок належав російському художнику-пейзажисту, передвижнику Григорію Федоровичу Ярцеву (1858—1918). Він був побудований наприкінці 1890-х років за його оригінальним проектом за участю архітектора М.П. Краснова.
У 1899—1900 роках тут жив Максим Горький, знімаючи один із бічних флігелів будинку. Тут же на другому поверсі була квартира доктора Л.В. Средіна, який через туберкульоз переїхав із Москви в Ялту. Його квартира в ті часи була унікальним літературним салоном, «Средінський балкон» був центром зустрічей прогресивної інтелігенції Ялти. Увечері до Средіна приходили письменники, лікарі, художники, вчителі, актори. Бували [[[Максим Горький|О.М. Горький]], А.П. Чехов, Д.Н. Мамін-Сибіряк, О.І. Купрін, М. Д. Телеш, Ф.І. Шаляпін, М.М. Єрмолова, художники В.М. Васнецов, М.В. Нестеров, І.Г. М'ясоєдова. Про це свідчить меморіальна дошка на стіні будинку.

Художник М.В. Нестеров писав:

Какая-то неведомая сила влекла на балкон Срединых как ялтинских обывателей, так и заезжих в Крым.

## Галерея

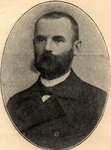
Григорій Федорович Ярцев (1858-1918) - російський художник, архітектор, автор проекту і перший власник будівлі
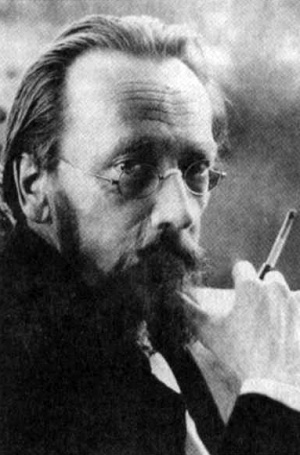
Леонід Валентинович Средін (1860-1909), лікар, громадський діяч, організатор "Средінського балкона" - неформального літературно-художнього салону
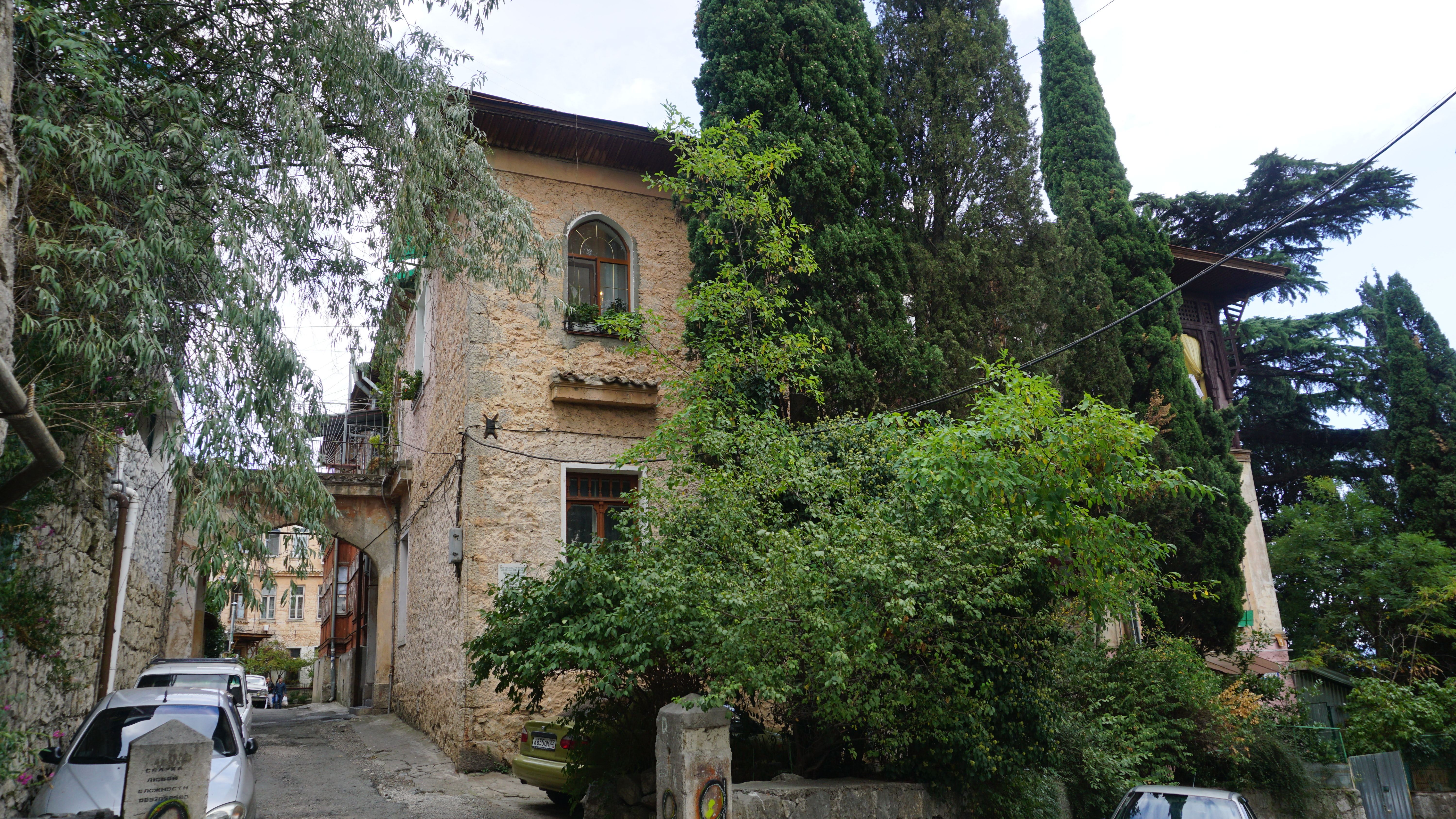
Один із фасадів
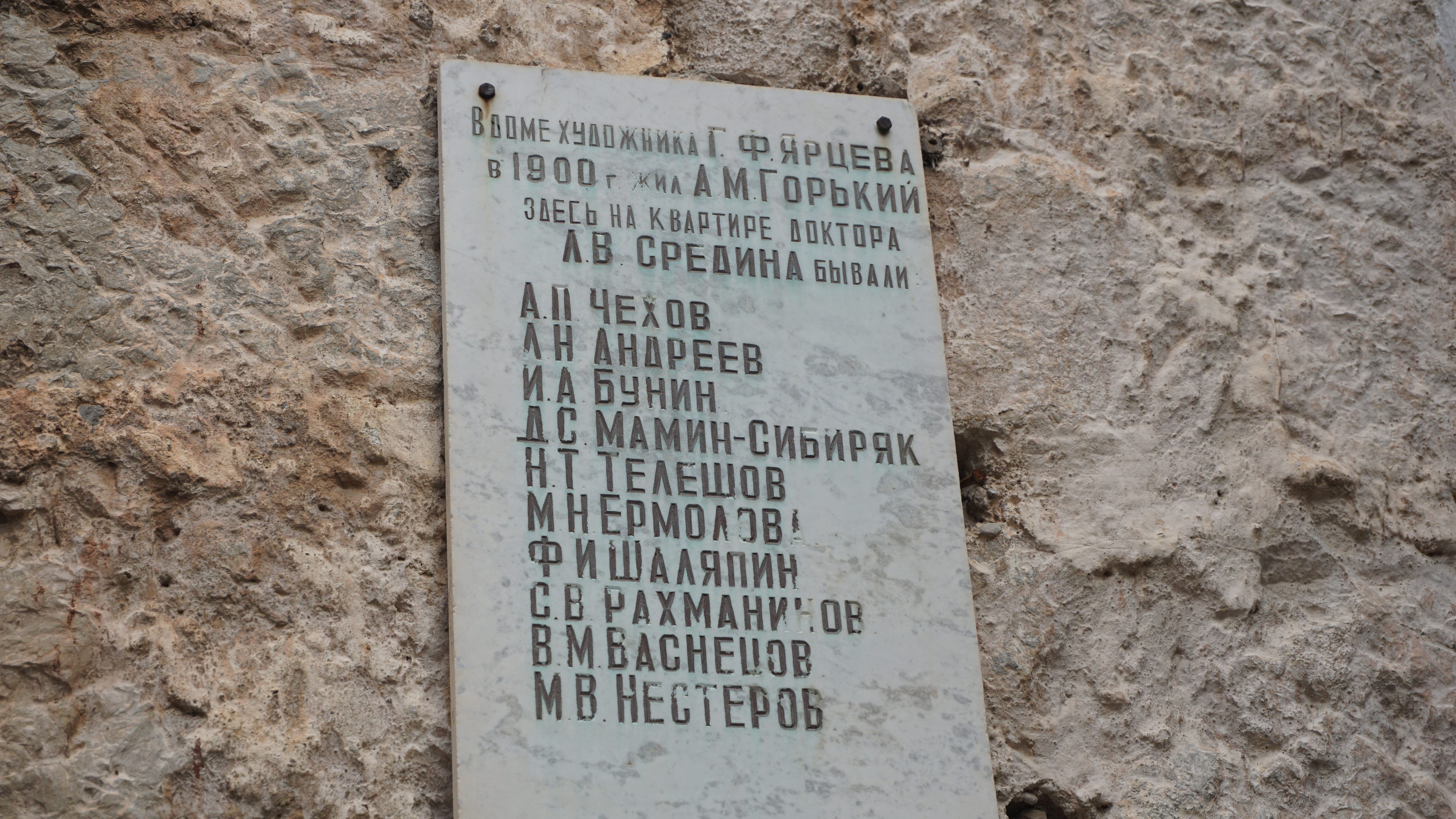
Пам'ятна табличка